# 2024–2025-ös Európa-liga (selejtezők)
A 2024–2025-ös Európa-liga selejtezőit négy fordulóban bonyolították le 2024. július 11. és augusztus 29. között. A bajnoki ágon azok a bajnokcsapatok szerepeltek, amelyek az UEFA-bajnokok ligája selejtezőjének bajnoki ágáról kerültek át. A nem bajnoki ágon azok a csapatok szerepeltek, amelyek az Európa-ligába indulási jogot szereztek és nem kerültek közvetlenül az alapszakaszba, illetve az UEFA-bajnokok ligája selejtezőjének nem bajnoki ágáról kerültek át.

## Lebonyolítás
Bajnoki ág
- 3. selejtezőkör (12 csapat): 12 vesztes az UEFA-bajnokok ligája 2. selejtezőkörének bajnoki ágáról.

Főág
- 1. selejtezőkör (12 csapat): 12 csapat lépett be a körben.
- 2. selejtezőkör (18 csapat): 12 csapat lépett be a körben, és 6 győztes az 1. selejtezőkörből.
- 3. selejtezőkör (14 csapat): 3 csapat lépett be a körben, 2 vesztes az UEFA-bajnokok ligája 2. selejtezőkörének nem bajnoki ágáról, és 9 győztes a 2. selejtezőkörből.

A 3. selejtezőkör győztesei a rájátszásba kerültek, ahol összevontan egy ág volt.
- Rájátszás (24 csapat): 5 csapat lépett be a körben, 6 vesztes az UEFA-bajnokok ligája 3. selejtezőkörének bajnoki ágáról, 6 győztes a 3. selejtezőkör bajnoki ágáról, és 7 győztes a 3. selejtezőkör főágáról.

A vesztes csapatok átkerültek az Konferencia Ligába a következők szerint:
- Az 1. selejtezőkör 6 vesztes csapata átkerült a Konferencia Liga 2. selejtezőkörének főágára.
- A 2. selejtezőkör 9 vesztes csapata átkerült a Konferencia Liga 3. selejtezőkörének főágára.
- A 3. selejtezőkör bajnoki ágának 6 vesztes csapata átkerült a Konferencia Liga rájátszásának bajnoki ágára.
- A 3. selejtezőkör főágának 7 vesztes csapata átkerült a Konferencia Liga rájátszásának főágára.
- A rájátszás főágának 12 vesztes csapata átkerült a Konferencia Liga alapszakaszába.

## Formátum
A fordulók párosításait oda-visszavágós rendszerben játszották. Mindkét csapat játszott egyszer pályaválasztóként. A két találkozó végén az összesítésben jobbnak bizonyuló csapat jutott tovább a következő körbe. Ha az összesítésnél az eredmény döntetlen volt, akkor 30 perces hosszabbítást játszottak a második mérkőzés rendes játékidejének lejárta után. Ha a hosszabbítás után is döntetlen volt az állás, akkor büntetőpárbaj döntött a győztesről.
A sorsolásoknál az UEFA-együtthatók alapján a csapatokat kiemelt és nem kiemelt csapatokra osztották. A kiemelt csapat egy nem kiemelt csapatot kapott ellenfélül. Ha a sorsoláskor a csapat kiléte nem ismert, akkor az adott párosításban a magasabb együtthatót vették alapul. A sorsolások előtt az UEFA csoportokat alakított ki, amelyeknek a lebonyolítás szempontjából nem volt jelentősége. Azonos tagországba tartozó csapatok, illetve politikai okok miatt, az UEFA által eldöntött esetekben nem voltak sorsolhatók egymással.

## Fordulók és időpontok
A fordulók időpontjai a következők:
| Forduló         | Sorsolás           | 1. mérkőzés         | 2. mérkőzés         |
| --------------- | ------------------ | ------------------- | ------------------- |
| 1. selejtezőkör | 2024. június 18.   | 2024. július 11.    | 2024. július 18.    |
| 2. selejtezőkör | 2024. június 19.   | 2024. július 25.    | 2024. augusztus 1.  |
| 3. selejtezőkör | 2024. július 22.   | 2024. augusztus 8.  | 2024. augusztus 15. |
| Rájátszás       | 2024. augusztus 5. | 2024. augusztus 22. | 2024. augusztus 29. |

## 1. selejtezőkör
Az 1. selejtezőkör sorsolását 2024. június 18-án tartották.

### 1. selejtezőkör, kiemelés
Az 1. selejtezőkörben 12 csapat vett részt. A kiemelés a klubok 2024-es együtthatói alapján történt. Az elsőként kisorsolt csapat volt az első mérkőzés pályaválasztója.
| Kiemelt                                                             | Nem kiemelt                                                       |
| ------------------------------------------------------------------- | ----------------------------------------------------------------- |
| - Sheriff Tiraspol - Maribor - Tobil - Wisła Kraków - Páfosz - Paks | - Elfsborg - Corvinul - Botev Plovdiv - Zira - Ružomberok - Llapi |

### 1. selejtezőkör, párosítások
Az első mérkőzéseket július 11-én, a második mérkőzéseket július 18-án játszották. A párosítások győztesei a 2. selejtezőkörbe kerültek. A vesztesek a KL 2. selejtezőkörének főágára kerültek.
| 1. csapat        | Össz.Tooltip Aggregate score | 2. csapat          | 1. mérk. | 2. mérk.   |
| ---------------- | ---------------------------- | ------------------ | -------- | ---------- |
| Botev Plovdiv    | 4–3                          | Maribor            | 2–1      | 2–2        |
| IF Elfsborg      | 8–2                          | Páfosz             | 3–0      | 5–2        |
| Paks             | 2–4                          | Corvinul Hunedoara | 0–4      | 2–0        |
| Sheriff Tiraspol | 2–2 (t. 5–4)                 | Zira               | 0–1      | 2–1 (h.u.) |
| Wisła Kraków     | 4–1                          | Llapi              | 2–0      | 2–1        |
| Ružomberok       | 5–3                          | Tobil              | 5–2      | 0–1        |

1. ↑  A pályaválasztói jogot a sorsoláshoz képest felcserélték.

### 1. selejtezőkör, mérkőzések
| 2024. július 11. 20:00 (21:00 EEST) |

| Botev Plovdiv     | 2–1               | Maribor    |
| ----------------- | ----------------- | ---------- |
| Ujah 9' Iliev 74' | (1–1) Jegyzőkönyv | Širvys 19' |

| Hristo Botev Stadion, Plovdiv Nézőszám: 16 318 Játékvezető: David Dickinson (skót) |

| 2024. július 18. 20:15 |

| Maribor              | 2–2               | Botev Plovdiv          |
| -------------------- | ----------------- | ---------------------- |
| Repas 13' Beugre 80' | (1–0) Jegyzőkönyv | Nwachukwu 48' Ujah 60' |

| Stadion Ljudski vrt, Maribor Nézőszám: 8124 Játékvezető: Vitaliy Romanov (ukrán) |

| 2024. július 11. 19:00 |

| IF Elfsborg                  | 3–0               | Páfosz |
| ---------------------------- | ----------------- | ------ |
| Zeneli 9' Hult 59' Frick 82' | (1–0) Jegyzőkönyv |        |

| Borås Arena, Borås Nézőszám: 5011 Játékvezető: Helgi Mikael Jónasson (izlandi) |

| 2024. július 18. 18:00 (19:00 EEST) |

| Páfosz                          | 2–5               | IF Elfsborg                                                   |
| ------------------------------- | ----------------- | ------------------------------------------------------------- |
| Holmén 25' (öngól) Dragomir 43' | (2–1) Jegyzőkönyv | Ouma 23' Baidoo 47' Baldursson 48' Abdullai 58' A. Zeneli 85' |

| Alphamega Stadion, Limassol Nézőszám: 3952 Játékvezető: Gai Leibovitz (izraeli) |

| 2024. július 11. 19:00 |

| Paks | 0–4               | Corvinul Hunedoara          |
| ---- | ----------------- | --------------------------- |
|      | (0–2) Jegyzőkönyv | Buș 9' Lupu 45+2' 86' 90+3' |

| Fehérvári úti stadion, Paks Nézőszám: 4182 Játékvezető: Mohammad Usman Aslam (norvég) |

| 2024. július 18. 20:00 (21:00 EEST) |

| Corvinul Hunedoara | 0–2               | Paks                 |
| ------------------ | ----------------- | -------------------- |
|                    | (0–0) Jegyzőkönyv | Könyves 79' Böde 90' |

| Nagyszebeni városi stadion, Nagyszeben Nézőszám: 8582 Játékvezető: Peter Kralovič (szlovák) |

| 2024. július 11. 19:00 (20:00 EEST) |

| Sheriff Tiraspol | 0–1               | Zira       |
| ---------------- | ----------------- | ---------- |
|                  | (0–0) Jegyzőkönyv | Volkov 88' |

| Sheriff Stadion, Tiraszpol Nézőszám: 3594 Játékvezető: Alessandro Dudic (svájci) |

| 2024. július 18. 18:00 (20:00 AZT) |

| Zira                                             | 1–2 (h. u.)                 | Sheriff Tiraspol                     |
| ------------------------------------------------ | --------------------------- | ------------------------------------ |
| Utzig 5'                                         | (1–0, 1–2, 1–2) Jegyzőkönyv | Allach 54' Yade 77'                  |
| Büntetőpárbaj                                    |                             |                                      |
| Alıyev Ruan Renato Nuriyev Ibrahimli F. Bayramov | 4–5                         | Badolo Akanbi Pata João Paulo Allach |

| Dalga Arena, Baku Nézőszám: 4700 Játékvezető: Bulat Sariyev (kazak) |

| 2024. július 11. 20:30 |

| Wisła Kraków           | 2–0               | Llapi |
| ---------------------- | ----------------- | ----- |
| Sapała 2' Rodado 90+5' | (1–0) Jegyzőkönyv |       |

| Henryk Reyman Stadion, Krakkó Nézőszám: 24 403 Játékvezető: Marc Nagtegaal (holland) |

| 2024. július 18. 16:30 |

| Llapi      | 1–2               | Wisła Kraków          |
| ---------- | ----------------- | --------------------- |
| Tahiri 74' | (0–0) Jegyzőkönyv | Rodado 58' Kiakos 90' |

| Zahir Pajaziti Stadion, Podujevo Nézőszám: 0 Játékvezető: Trustin Farrugia Cann (máltai) |

| 2024. július 11. 19:00 |

| Ružomberok                                          | 5–2               | Tobil                 |
| --------------------------------------------------- | ----------------- | --------------------- |
| Gabriel 11' 88' Selecký 40' Malý 45+3' Madleňák 77' | (3–2) Jegyzőkönyv | Ivanović 9' Henen 45' |

| Štadión pod Čebraťom, Rózsahegy Nézőszám: 3025 Játékvezető: Kyriakos Athanasiou (ciprusi) |

| 2024. július 18. 17:00 (20:00 KZT) |

| Tobil           | 1–0               | Ružomberok |
| --------------- | ----------------- | ---------- |
| El Messaoudi 8' | (1–0) Jegyzőkönyv |            |

| Kosztanaji központi stadion, Kosztanaj Nézőszám: 6830 Játékvezető: Mikkel Redder (dán) |

## 2. selejtezőkör
A 2. selejtezőkör sorsolását 2024. június 19-én tartották.

### 2. selejtezőkör, kiemelés
A 2. selejtezőkörben 18 csapat vett részt. A kiemelés a klubok 2024-es együtthatói alapján történt. A csapatokat 2 csoportra osztották. Az elsőként kisorsolt csapat volt az első mérkőzés pályaválasztója.
| 1. csoport                                                | 1. csoport                                                       | 2. csoport                                          | 2. csoport                                                             |
| Kiemelt                                                   | Nem Kiemelt                                                      | Kiemelt                                             | Nem Kiemelt                                                            |
| --------------------------------------------------------- | ---------------------------------------------------------------- | --------------------------------------------------- | ---------------------------------------------------------------------- |
| - Ajax - Molde - Rapid Wien - Trabzonspor - Cercle Brugge | - Ružomberok - Kilmarnock - Silkeborg - Vojvodina - Wisła Kraków | - Braga - Sheriff Tiraspol - Rijeka - Botev Plovdiv | - Panathinaikósz - Makkabi Petah Tikvá - Elfsborg - Corvinul Hunedoara |

### 2. selejtezőkör, párosítások
Az első mérkőzéseket július 25-én, a második mérkőzéseket augusztus 1-jén játsszák. A párosítások győztesei a 3. selejtezőkör főágára kerülnek. A vesztesek a KL 3. selejtezőkörének főágára kerülnek.
| 1. csapat          | Össz.Tooltip Aggregate score | 2. csapat           | 1. mérk. | 2. mérk. |
| ------------------ | ---------------------------- | ------------------- | -------- | -------- |
| Ajax               | 4–1                          | Vojvodina           | 1–0      | 3–1      |
| Ružomberok         | 0–3                          | Trabzonspor         | 0–2      | 0–1      |
| Wisła Kraków       | 2–8                          | Rapid Wien          | 1–2      | 1–6      |
| Kilmarnock         | 1–2                          | Cercle Brugge       | 1–1      | 0–1      |
| Molde              | 5–4                          | Silkeborg           | 3–1      | 2–3      |
| Corvinul Hunedoara | 0–1                          | Rijeka              | 0–0      | 0–1      |
| Braga              | 7–0                          | Makkabi Petah Tikvá | 2–0      | 5–0      |
| Panathinaikósz     | 6–1                          | Botev Plovdiv       | 2–1      | 4–0      |
| Sheriff Tiraspol   | 0–3                          | Elfsborg            | 0–1      | 0–2      |

### 2. selejtezőkör, mérkőzések
| 2024. július 25. 20:30 |

| Ajax               | 1–0               | Vojvodina |
| ------------------ | ----------------- | --------- |
| Van den Boomen 86' | (0–0) Jegyzőkönyv |           |

| Johan Cruijff Arena, Amszterdam Nézőszám: 53 590 Játékvezető: César Soto Grado (spanyol) |

| 2024. augusztus 1. 20:00 |

| Vojvodina          | 1–3               | Ajax                             |
| ------------------ | ----------------- | -------------------------------- |
| Šutalo 59' (öngól) | (0–0) Jegyzőkönyv | Šutalo 53' Hato 85' Traoré 90+2' |

| TSC Aréna, Topolya Nézőszám: 4412 Játékvezető: Arda Kardeşler (török) |

| 2024. július 25. 18:30 |

| Ružomberok | 0–2               | Trabzonspor               |
| ---------- | ----------------- | ------------------------- |
|            | (0–1) Jegyzőkönyv | Trézéguet 39' Çanak 90+1' |

| Štadión pod Čebraťom, Rózsahegy Nézőszám: 4544 Játékvezető: Bastian Dankert (német) |

| 2024. augusztus 1. 19:30 (20:30 TRT) |

| Trabzonspor | 1–0               | Ružomberok |
| ----------- | ----------------- | ---------- |
| Drăguș 65'  | (0–0) Jegyzőkönyv |            |

| Şenol Güneş sportkomplexum, Trabzon Nézőszám: 26 220 Játékvezető: Nenad Minaković (szerb) |

| 2024. július 25. 18:00 |

| Wisła Kraków | 1–2               | Rapid Wien            |
| ------------ | ----------------- | --------------------- |
| Carbó 79'    | (0–1) Jegyzőkönyv | Jansson 37' Seild 53' |

| Henryk Reyman Stadion, Krakkó Nézőszám: 30 542 Játékvezető: Mohammed Al-Emara (finn) |

| 2024. augusztus 1. 20:30 |

| Rapid Wien                                             | 6–1               | Wisła Kraków |
| ------------------------------------------------------ | ----------------- | ------------ |
| Burgstaller 6' 30' 35' Beljo 24' Raux-Yao 45' Lang 79' | (5–0) Jegyzőkönyv | Rodado 80'   |

| Allianz Stadion, Bécs Nézőszám: 19 600 Játékvezető: John Brooks (angol) |

| 2024. július 25. 20:30 (19:30 BST) |

| Kilmarnock | 1–1               | Cercle Brugge |
| ---------- | ----------------- | ------------- |
| Watson 70' | (0–0) Jegyzőkönyv | Olaigbe 55'   |

| Rugby Park, Kilmarnock Nézőszám: 10 410 Játékvezető: Martin Dohal (szlovák) |

| 2024. augusztus 1. 20:00 |

| Cercle Brugge | 1–0               | Kilmarnock |
| ------------- | ----------------- | ---------- |
| Somers 21'    | (1–0) Jegyzőkönyv |            |

| Jan Breydel Stadion, Brugge Nézőszám: 10 230 Játékvezető: Ante Čulina (horvát) |

| 2024. július 25. 19:00 |

| Molde                             | 3–1               | Silkeborg |
| --------------------------------- | ----------------- | --------- |
| Kaasa 2' Eikrem 45+1' Eriksen 49' | (2–1) Jegyzőkönyv | Lind 35'  |

| Aker Stadion, Molde Nézőszám: 3900 Játékvezető: Adam Ladebäck (svéd) |

| 2024. augusztus 1. 19:15 |

| Silkeborg                           | 3–2               | Molde                 |
| ----------------------------------- | ----------------- | --------------------- |
| Adamsen 3' (11-esből) 57' Bakiz 88' | (1–1) Jegyzőkönyv | Breivik 22' Kaasa 81' |

| JYSK Park, Silkeborg Nézőszám: 4731 Játékvezető: Luka Bilbija (bosznia-hercegovinai) |

| 2024. július 25. 20:00 |

| Corvinul Hunedoara | 0–0         | Rijeka |
| ------------------ | ----------- | ------ |
|                    | Jegyzőkönyv |        |

| Sibiu Municipal Stadium, Sibiu Játékvezető: Philip Farrugia (máltai) |

| 2024. augusztus 1. 20:00 |

| Rijeka       | 1–0               | Corvinul Hunedoara |
| ------------ | ----------------- | ------------------ |
| Petrovič 12' | (1–0) Jegyzőkönyv |                    |

| Stadion Rujevica, Fiume Nézőszám: 4683 Játékvezető: Sivert Øksnes Amland (norvég) |

| 2024. július 25. 21:30 (20:30 WEST) |

| Braga                               | 2–0               | Makkabi Petah Tikvá |
| ----------------------------------- | ----------------- | ------------------- |
| R. Horta 56' Zalazar 59' (11-esből) | (0–0) Jegyzőkönyv |                     |

| Estádio Municipal de Braga, Braga Nézőszám: 14 891 Játékvezető: Luca Pairetto (olasz) |

| 2024. augusztus 1. 20:30 (21:30 EEST) |

| Makkabi Petah Tikvá | 0–5               | Braga                                                                                  |
| ------------------- | ----------------- | -------------------------------------------------------------------------------------- |
|                     | (0–3) Jegyzőkönyv | Marín 29' Fernandes 41' Zalazar 45+4' Galabov 62' (öngól) El Ouazzani 90+1' (11-esből) |

| Stadion Georgi Asparuhov, Szófia, Bulgária Nézőszám: 211 Játékvezető: Evangelos Manouchos (görög) |

| 2024. július 25. 19:00 (20:00 EEST) |

| Panathinaikósz                         | 2–1               | Botev Plovdiv |
| -------------------------------------- | ----------------- | ------------- |
| Jeremejeff 8' Bakasetas 44' (11-esből) | (2–0) Jegyzőkönyv | Korošec 71'   |

| Olimpiai Stadion, Athén Nézőszám: 11 236 Játékvezető: David Fuxman (izraeli) |

| 2024. augusztus 1. 20:00 (21:00 EEST) |

| Botev Plovdiv | 0–4               | Panathinaikósz                                 |
| ------------- | ----------------- | ---------------------------------------------- |
|               | (0–3) Jegyzőkönyv | Jeremejeff 6' 50' Ujah 34' (öngól) Đuričić 45' |

| Stadion Hristo Botev, Plovdiv Nézőszám: 17 076 Játékvezető: Daniel Schlager (német) |

| 2024. július 25. 19:00 (20:00 EEST) |

| Sheriff Tiraspol | 0–1               | Elfsborg               |
| ---------------- | ----------------- | ---------------------- |
|                  | (0–0) Jegyzőkönyv | Hedlund 86' (11-esből) |

| Sheriff Stadion, Tiraszpol Nézőszám: 3751 Játékvezető: Marek Radina (cseh) |

| 2024. augusztus 1. 19:00 |

| Elfsborg               | 2–0               | Sheriff Tiraspol |
| ---------------------- | ----------------- | ---------------- |
| Abdullai 2' Baidoo 73' | (1–0) Jegyzőkönyv |                  |

| Borås Arena, Borås Nézőszám: 5414 Játékvezető: Luis Godinho (portugál) |

## 3. selejtezőkör
A 3. selejtezőkör sorsolását 2024. július 22-én tartották.

### 3. selejtezőkör, kiemelés
A 3. selejtezőkörben 26 csapat vett részt. A kiemelés a klubok 2024-es együtthatói alapján történt. A csapatokat mindkét ágon 2 csoportra osztották. Az elsőként kisorsolt csapat volt az első mérkőzés pályaválasztója.
Bajnoki ág
- BL: A BL 2. selejtezőkörének bajnoki ágáról kieső csapat, a sorsoláskor nem ismert. A dőlt betűvel írtak a BL 2. selejtezőkörében egy alacsonyabb együtthatóval rendelkező csapat ellen vesztettek, az ellenfél együtthatójával szerepeltek a sorsoláson.

| 1. csoport                                     | 1. csoport                                                  | 2. csoport                                                            | 2. csoport                                                     |
| Kiemelt                                        | Nem Kiemelt                                                 | Kiemelt                                                               | Nem Kiemelt                                                    |
| ---------------------------------------------- | ----------------------------------------------------------- | --------------------------------------------------------------------- | -------------------------------------------------------------- |
| - KÍ (BL) - Shamrock Rovers (BL) - FK RFS (BL) | - Borac Banja Luka (BL) - Celje (BL) - UE Santa Coloma (BL) | - Makkabi Tel-Aviv (BL) - Lincoln Red Imps (BL) - The New Saints (BL) | - Petrocub Hîncești (BL) - Dinama Minszk (BL) - Panevėžys (BL) |

Főág
- BL: A BL 2. selejtezőkörének nem bajnoki ágáról kieső csapat, a sorsoláskor nem ismert. A dőlt betűvel írtak a BL 2. selejtezőkörében egy alacsonyabb együtthatóval rendelkező csapat ellen vesztettek, az ellenfél együtthatójával szerepeltek a sorsoláson.
- T: A 2. selejtezőkörből továbbjutott csapat, a sorsoláskor nem ismert. A dőlt betűvel írtak a 2. selejtezőkörben egy magasabb együtthatóval rendelkező csapat ellen győztek, az ellenfél együtthatójával szerepeltek a sorsoláson.

| 1. csoport                                              | 1. csoport                                                               | 2. csoport                                  | 2. csoport                                    |
| Kiemelt                                                 | Nem Kiemelt                                                              | Kiemelt                                     | Nem Kiemelt                                   |
| ------------------------------------------------------- | ------------------------------------------------------------------------ | ------------------------------------------- | --------------------------------------------- |
| - Ajax (T) - Molde (T) - Partizan (BL) - Rapid Wien (T) | - Trabzonspor (T) - Cercle Brugge (T) - Lugano (BL) - Panathinaikósz (T) | - Braga (T) - Viktoria Plzeň - Elfsborg (T) | - Rijeka (T) - Servette - Krivbasz Krivij Rih |

### 3. selejtezőkör, párosítások
Az első mérkőzéseket augusztus 8-án, a második mérkőzéseket augusztus 15-én játszották. A párosítások győztesei a rájátszásba kerültek. A bajnoki ág vesztesei a KL rájátszásának bajnoki ágára kerültek. A főág vesztesei a KL rájátszásának főágára kerültek.
| 1. csapat           | Össz.Tooltip Aggregate score | 2. csapat        | 1. mérk. | 2. mérk.   |
| ------------------- | ---------------------------- | ---------------- | -------- | ---------- |
| Bajnoki ág          |                              |                  |          |            |
| KÍ                  | 3–4                          | Borac Banja Luka | 2–1      | 1–3 (h.u.) |
| UE Santa Coloma     | 0–9                          | RFS              | 0–2      | 0–7        |
| Celje               | 2–3                          | Shamrock Rovers  | 1–0      | 1–3 (h.u.) |
| Panevėžys           | 1–5                          | Makkabi Tel-Aviv | 1–2      | 0–3        |
| Petrocub Hîncești   | 1–0                          | The New Saints   | 1–0      | 0–0        |
| Dinama Minszk       | 3–2                          | Lincoln Red Imps | 2–0      | 1–2        |
| Főág                |                              |                  |          |            |
| Partizan            | 2–3                          | Lugano           | 0–1      | 2–2 (h.u.) |
| Molde               | 3–1                          | Cercle Brugge    | 3–0      | 0–1        |
| Panathinaikósz      | 1–1 (t. 12–13)               | Ajax             | 0–1      | 1–0 (h.u.) |
| Trabzonspor         | 0–3                          | Rapid Wien       | 0–1      | 0–2        |
| Braga               | 2–1                          | Servette         | 0–0      | 2–1        |
| Rijeka              | 1–3                          | Elfsborg         | 1–1      | 0–2        |
| Krivbasz Krivij Rih | 1–3                          | Viktoria Plzeň   | 1–2      | 0–1        |

### 3. selejtezőkör, mérkőzések
| 2024. augusztus 8. 19:00 (18:00 WEST) |

| KÍ                                | 2–1               | Borac Banja Luka   |
| --------------------------------- | ----------------- | ------------------ |
| Klettskarð 10' Ødemarksbakken 36' | (2–1) Jegyzőkönyv | Jensen 31' (öngól) |

| Tórsvøllur Stadion, Tórshavn Nézőszám: 1301 Játékvezető: Ondřej Berka (cseh) |

| 2024. augusztus 15. 21:00 |

| Borac Banja Luka                    | 3–1 (h. u.)                 | KÍ           |
| ----------------------------------- | --------------------------- | ------------ |
| Srećković 17' Savić 82' Meijers 93' | (1–0, 2–1, 3–1) Jegyzőkönyv | Pavlović 53' |

| Banja Luka városi stadion, Banja Luka Nézőszám: 5800 Játékvezető: Georgi Kabakov (bolgár) |

| 2024. augusztus 8. 20:00 |

| UE Santa Coloma | 0–2               | RFS                       |
| --------------- | ----------------- | ------------------------- |
|                 | (0–2) Jegyzőkönyv | Ikaunieks 13' Osuagwu 37' |

| Estadi Nacional, Andorra la Vella Nézőszám: 369 Játékvezető: Yigal Frid (izraeli) |

| 2024. augusztus 14. 18:00 (19:00 EEST) |

| RFS                                                                           | 7–0               | UE Santa Coloma |
| ----------------------------------------------------------------------------- | ----------------- | --------------- |
| Ikaunieks 2' 10' 22' Lipušček 17' Osuagwu 44' Ķigurs 67' Mareš 77' (11-esből) | (5–0) Jegyzőkönyv |                 |

| LNK Sporta Parks, Riga Nézőszám: 1614 Játékvezető: Juxhin Xhaja (albán) |

| 2024. augusztus 8. 20:15 |

| Celje      | 1–0               | Shamrock Rovers |
| ---------- | ----------------- | --------------- |
| Menalo 34' | (1–0) Jegyzőkönyv |                 |

| Stadion Z’dežele, Celje Nézőszám: 2478 Játékvezető: Damian Sylwestrzak (lengyel) |

| 2024. augusztus 15. 21:00 (20:00 IST) |

| Shamrock Rovers                             | 3–1 (h. u.)                 | Celje         |
| ------------------------------------------- | --------------------------- | ------------- |
| Watts 37' (11-esből) Farrugia 41' Burke 96' | (2–0, 2–1, 3–1) Jegyzőkönyv | Karničnik 83' |

| Tallaght Stadion, Dublin Nézőszám: 6153 Játékvezető: Ovidiu Hațegan (román) |

| 2024. augusztus 6. 18:30 (19:30 EEST) |

| Panevėžys   | 1–2               | Makkabi Tel-Aviv       |
| ----------- | ----------------- | ---------------------- |
| Gussiås 70' | (0–2) Jegyzőkönyv | Peretz 3' Turgeman 10' |

| LFF Stadion, Vilnius Nézőszám: 1312 Játékvezető: Aliyar Aghayev (azeri) |

| 2024. augusztus 15. 20:30 |

| Makkabi Tel-Aviv                     | 3–0               | Panevėžys |
| ------------------------------------ | ----------------- | --------- |
| Peretz 45+3' Davida 54' Yehezkel 70' | (1–0) Jegyzőkönyv |           |

| Haladás Sportkomplexum, Szombathely, Magyarország Nézőszám: 34 Játékvezető: Nick Walsh (skót) |

| 2024. augusztus 6. 19:00 (20:00 EEST) |

| Petrocub Hîncești  | 1–0               | The New Saints |
| ------------------ | ----------------- | -------------- |
| Davies 20' (öngól) | (1–0) Jegyzőkönyv |                |

| Zimbru Stadion, Chișinău Nézőszám: 6272 Játékvezető: Mohammed Al-Hakim (svéd) |

| 2024. augusztus 13. 19:30 (18:30 BST) |

| The New Saints | 0–0         | Petrocub Hîncești |
| -------------- | ----------- | ----------------- |
|                | Jegyzőkönyv |                   |

| Park Hall, Oswestry Nézőszám: 851 Játékvezető: Robert Jones (angol) |

| 2024. augusztus 8. 20:45 |

| Dinama Minszk                  | 2–0               | Lincoln Red Imps |
| ------------------------------ | ----------------- | ---------------- |
| Hawrylovich 36' Pedro Igor 87' | (1–0) Jegyzőkönyv |                  |

| Városi Stadion, Mezőkövesd, Magyarország Nézőszám: 20 Játékvezető: Nenad Minaković (szerb) |

| 2024. augusztus 15. 18:00 |

| Lincoln Red Imps              | 2–1               | Dinama Minszk |
| ----------------------------- | ----------------- | ------------- |
| De Barr 30' Pigas 78' (öngól) | (1–0) Jegyzőkönyv | Alfred 54'    |

| Europa Sports Park, Gibraltár Nézőszám: 587 Játékvezető: Anastasios Papapetrou (görög) |

| 2024. augusztus 8. 19:30 (20:30 EEST) |

| Partizan | 0–1               | Lugano      |
| -------- | ----------------- | ----------- |
|          | (0–0) Jegyzőkönyv | Zanotti 73' |

| Partizan Stadion, Belgrád Nézőszám: 3163 Játékvezető: Sander van der Eijk (holland) |

| 2024. augusztus 15. 19:15 |

| Lugano                   | 2–2 (h. u.)                 | Partizan               |
| ------------------------ | --------------------------- | ---------------------- |
| Steffen 47' Mahmoud 111' | (0–1, 1–2, 1–2) Jegyzőkönyv | Zahid 44' Marković 67' |

| Stockhorn Arena, Thun Nézőszám: 2268 Játékvezető: Ricardo de Burgos Bengoetxea (spanyol) |

| 2024. augusztus 8. 20:00 |

| Molde                            | 3–0               | Cercle Brugge |
| -------------------------------- | ----------------- | ------------- |
| Eriksen 3' Eikrem 18' Linnes 30' | (3–0) Jegyzőkönyv |               |

| Aker Stadion, Molde Nézőszám: 4200 Játékvezető: Luis Godinho (portugál) |

| 2024. augusztus 15. 20:45 |

| Cercle Brugge | 1–0               | Molde |
| ------------- | ----------------- | ----- |
| Ouattara 41'  | (1–0) Jegyzőkönyv |       |

| Jan Breydel Stadion, Brugge Nézőszám: 4504 Játékvezető: Berke Balázs (magyar) |

| 2024. augusztus 8. 19:00 |

| Panathinaikósz | 0–1               | Ajax         |
| -------------- | ----------------- | ------------ |
|                | (0–1) Jegyzőkönyv | Berghuis 28' |

| Olimpiai Stadion, Athén Nézőszám: 24 452 Játékvezető: Filip Glova (szlovák) |

| 2024. augusztus 15. 19:00 |

| Ajax | 0–1 (h. u.)                 | Panathinaikósz |
| --- | --------------------------- | --- |
| | (0–0, 0–1, 0–1) Jegyzőkönyv | Tetê 89' |
| Büntetőpárbaj |                             | |
| Bergwijn Van den Boomen Godts Taylor Brobbey Henderson Traoré Baas Gaaei Šutalo Pasveer Bergwijn Van den Boomen Godts Taylor Brobbey Gaaei | 13–12                       | Mancini Jeremejeff Tetê Jedvaj Mladenović Vilhena Maksimović Ingason Vagiannidis Zeca Drągowski Mancini Jeremejeff Tetê Jedvaj Mladenović Vilhena |

| Johan Cruijff Arena, Amszterdam Nézőszám: 54 089 Játékvezető: Chris Kavanagh (angol) |

| 2024. augusztus 8. 20:30 |

| Trabzonspor | 0–1               | Rapid Wien |
| ----------- | ----------------- | ---------- |
|             | (0–0) Jegyzőkönyv | Grgić 67'  |

| Şenol Güneş sportközpont, Trabzon Nézőszám: 33 476 Játékvezető: Kristo Tohver (észt) |

| 2024. augusztus 15. 20:30 |

| Rapid Wien         | 2–0               | Trabzonspor |
| ------------------ | ----------------- | ----------- |
| Seidl 77' Lang 87' | (0–0) Jegyzőkönyv |             |

| Allianz Stadion, Bécs Nézőszám: 22 500 Játékvezető: Manfredas Lukjančukas (litván) |

| 2024. augusztus 8. 19:00 (20:00 TRT) |

| Braga | 0–0         | Servette |
| ----- | ----------- | -------- |
|       | Jegyzőkönyv |          |

| Estádio Municipal de Braga, Braga Nézőszám: 16 603 Játékvezető: Giorgi Kruashvili (grúz) |

| 2024. augusztus 15. 20:00 |

| Servette     | 1–2               | Braga                           |
| ------------ | ----------------- | ------------------------------- |
| Kutesa 90+1' | (0–1) Jegyzőkönyv | El Ouazzani 45+1' Fernández 69' |

| Stade de Genève, Genf Nézőszám: 15 179 Játékvezető: Igor Pajač (horvát) |

| 2024. augusztus 8. 20:45 (19:45 BST) |

| Rijeka        | 1–1               | Elfsborg    |
| ------------- | ----------------- | ----------- |
| Galešić 45+2' | (1–1) Jegyzőkönyv | Abdulai 24' |

| Stadion Rujevica, Fiume Nézőszám: 4867 Játékvezető: Anasztásziosz Szidirópulosz (görög) |

| 2024. augusztus 15. 20:45 |

| Elfsborg             | 2–0               | Rijeka |
| -------------------- | ----------------- | ------ |
| Baidoo 68' Qasem 83' | (0–0) Jegyzőkönyv |        |

| Borås Arena, Borås Nézőszám: 6035 Játékvezető: Andris Treimanis (lett) |

| 2024. augusztus 8. 19:00 |

| Krivbasz Krivij Rih | 1–2               | Viktoria Plzeň        |
| ------------------- | ----------------- | --------------------- |
| Adu 20'             | (1–0) Jegyzőkönyv | Panoš 49' Vašulín 69' |

| Košická futbalová aréna, Kassa, Szlovákia Nézőszám: 1800 Játékvezető: Sebastian Gishamer (osztrák) |

| 2024. augusztus 15. 20:00 |

| Viktoria Plzeň | 1–0               | Krivbasz Krivij Rih |
| -------------- | ----------------- | ------------------- |
| Vašulín 52'    | (0–0) Jegyzőkönyv |                     |

| Doosan Arena, Plzeň Nézőszám: 10 657 Játékvezető: Horațiu Feșnic (román) |

## Rájátszás
A rájátszás sorsolását 2024. augusztus 5-én tartották.

### Rájátszás, kiemelés
A rájátszásban 24 csapat vett részt. A kiemelés a klubok 2024-es együtthatói alapján történt. A csapatokat 3 csoportra osztották. Az elsőként kisorsolt csapat volt az első mérkőzés pályaválasztója.
- BL: A BL 3. selejtezőkörének bajnoki ágáról kieső csapat, a sorsoláskor nem ismert. A dőlt betűvel írtak a BL 3. selejtezőkörében egy alacsonyabb együtthatóval rendelkező csapat ellen vesztettek, az ellenfél együtthatójával szerepeltek a sorsoláson.
- TB: A 3. selejtezőkör bajnoki ágáról továbbjutott csapat, a sorsoláskor nem volt ismert. A dőlt betűvel írtak a 3. selejtezőkörben egy magasabb együtthatóval rendelkező csapat ellen győztek, az ellenfél együtthatójával szerepeltek a sorsoláson.
- TF: A 3. selejtezőkör főágáról továbbjutott csapat, a sorsoláskor nem volt ismert. A dőlt betűvel írtak a 3. selejtezőkörben egy magasabb együtthatóval rendelkező csapat ellen győztek, az ellenfél együtthatójával szerepeltek a sorsoláson.

| 1. csoport                                                      | 1. csoport                                                                            | 2. csoport                                              | 2. csoport                                              | 3. csoport                                                         | 3. csoport                                                                      |
| Kiemelt                                                         | Nem Kiemelt                                                                           | Kiemelt                                                 | Nem Kiemelt                                             | Kiemelt                                                            | Nem Kiemelt                                                                     |
| --------------------------------------------------------------- | ------------------------------------------------------------------------------------- | ------------------------------------------------------- | ------------------------------------------------------- | ------------------------------------------------------------------ | ------------------------------------------------------------------------------- |
| - Ajax (TF) - Ludogorec Razgrad (BL) - Lugano (TF) - Anderlecht | - Beşiktaş - Dinama Minszk (TB) - Petrocub Hîncești (TB) - Jagiellonia Białystok (BL) | - LASK - Makkabi Tel-Aviv (TB) - PAÓK (BL) - APÓEL (BL) | - FCSB (BL) - Shamrock Rovers (TB) - RFS (TB) - Topolya | - Braga (TF) - Molde (TF) - Viktoria Plzeň (TF) - Ferencváros (BL) | - Rapid Wien (TF) - Elfsborg (TF) - Borac Banja Luka (TB) - Heart of Midlothian |

### Rájátszás, párosítások
Az első mérkőzéseket augusztus 22-én, a második mérkőzéseket augusztus 29-én játszották. A párosítások győztesei az alapszakaszba kerültek. A vesztesek a KL alapszakaszába kerültek.
| 1. csapat             | Össz.Tooltip Aggregate score | 2. csapat           | 1. mérk. | 2. mérk.   |
| --------------------- | ---------------------------- | ------------------- | -------- | ---------- |
| Dinama Minszk         | 0–2                          | Anderlecht          | 0–1      | 0–1        |
| Jagiellonia Białystok | 1–7                          | Ajax                | 1–4      | 0–3        |
| Ludogorec Razgrad     | 6–1                          | Petrocub Hîncești   | 4–0      | 2–1        |
| Lugano                | 4–8                          | Beşiktaş            | 3–3      | 1–5        |
| LASK                  | 1–2                          | FCSB                | 1–1      | 0–1        |
| RFS                   | 3–3 (t. 4–2)                 | APÓEL               | 2–1      | 1–2 (h.u.) |
| Makkabi Tel-Aviv      | 8–1                          | Topolya             | 3–0      | 5–1        |
| PAÓK                  | 6–0                          | Shamrock Rovers     | 4–0      | 2–0        |
| Ferencváros           | 1–1 (t. 3–2)                 | Borac Banja Luka    | 0–0      | 1–1 (h.u.) |
| Molde                 | 1–1 (t. 2–4)                 | Elfsborg            | 0–1      | 1–0 (h.u.) |
| Braga                 | 4–3                          | Rapid Wien          | 2–1      | 2–2        |
| Viktoria Plzeň        | 2–0                          | Heart of Midlothian | 1–0      | 1–0        |

### Rájátszás, mérkőzések
| 2024. augusztus 22. 20:45 |

| Dinama Minszk | 0–1               | Anderlecht      |
| ------------- | ----------------- | --------------- |
|               | (0–1) Jegyzőkönyv | Augustinsson 9' |

| Városi Stadion, Mezőkövesd, Magyarország Nézőszám: 0 Játékvezető: Rohit Saggi (norvég) |

| 2024. augusztus 29. 20:00 |

| Anderlecht | 1–0               | Dinama Minszk |
| ---------- | ----------------- | ------------- |
| Amuzu 84'  | (0–0) Jegyzőkönyv |               |

| Constant Vanden Stock Stadion, Brüsszel Nézőszám: 17 102 Játékvezető: Nikola Dabanović (montenegrói) |

| 2024. augusztus 22. 20:45 |

| Jagiellonia Białystok | 1–4               | Ajax                                  |
| --------------------- | ----------------- | ------------------------------------- |
| Diéguez 5'            | (1–2) Jegyzőkönyv | Akpom 9' 61' 69' (11-esből) Godts 27' |

| Białystok Stadion, Białystok Nézőszám: 19 553 Játékvezető: Rade Obrenovič (szlovén) |

| 2024. augusztus 29. 20:00 |

| Ajax                                | 3–0               | Jagiellonia Białystok |
| ----------------------------------- | ----------------- | --------------------- |
| Fitz-Jim 43' Taylor 64' Brobbey 71' | (1–0) Jegyzőkönyv |                       |

| Johan Cruijff Arena, Amszterdam Nézőszám: 54 010 Játékvezető: Maurizio Mariani (olasz) |

| 2024. augusztus 22. 20:00 (21:00 EEST) |

| Ludogorec Razgrad                     | 4–0               | Petrocub Hîncești |
| ------------------------------------- | ----------------- | ----------------- |
| Duah 23' Rwan 59' Almeida 90+1' 90+4' | (1–0) Jegyzőkönyv |                   |

| Huvepharma Arena, Razgrad Nézőszám: 3965 Játékvezető: Anastasios Papapetrou (görög) |

| 2024. augusztus 29. 19:00 (20:00 EEST) |

| Petrocub Hîncești | 1–2               | Ludogorec Razgrad    |
| ----------------- | ----------------- | -------------------- |
| Ambros 28'        | (1–0) Jegyzőkönyv | Delev 75' Rick 90+3' |

| Zimbru Stadion, Chișinău Nézőszám: 4576 Játékvezető: Sascha Stegemann (német) |

| 2024. augusztus 22. 20:30 |

| Lugano                                      | 3–3               | Beşiktaş                         |
| ------------------------------------------- | ----------------- | -------------------------------- |
| Bislimi 34' Steffen 56' Gabriel 63' (öngól) | (1–1) Jegyzőkönyv | Fernandes 21' 52' Al-Musrati 55' |

| Stockhorn Arena, Thun Nézőszám: 5270 Játékvezető: Morten Krogh (dán) |

| 2024. augusztus 29. 20:00 (21:00 TRT) |

| Beşiktaş                                           | 5–1               | Lugano    |
| -------------------------------------------------- | ----------------- | --------- |
| Immobile 7' 71' Fernandes 65' Silva 69' Uçan 90+2' | (1–0) Jegyzőkönyv | Vladi 59' |

| Beşiktaş Stadion, Isztambul Nézőszám: 35 370 Játékvezető: Radu Petrescu (román) |

| 2024. augusztus 22. 19:00 |

| LASK      | 1–1               | FCSB            |
| --------- | ----------------- | --------------- |
| Taoui 34' | (1–1) Jegyzőkönyv | Miculescu 45+2' |

| Raiffeisen Arena, Linz Nézőszám: 10 650 Játékvezető: Allard Lindhout (holland) |

| 2024. augusztus 29. 20:30 (21:30 EEST) |

| FCSB        | 1–0               | LASK |
| ----------- | ----------------- | ---- |
| Olaru 90+3' | (0–0) Jegyzőkönyv |      |

| Steaua Stadion, Bukarest Nézőszám: 21 523 Játékvezető: Felix Zwayer (német) |

| 2024. augusztus 22. 19:00 (20:00 EEST) |

| RFS                                    | 2–1               | APÓEL        |
| -------------------------------------- | ----------------- | ------------ |
| Kouadio 31' Ikaunieks 45+1' (11-esből) | (2–0) Jegyzőkönyv | El-Arabi 52' |

| LNK Sporta Parks, Riga Nézőszám: 1678 Játékvezető: Aliyar Aghayev (azeri) |

| 2024. augusztus 29. 19:00 (20:00 EEST) |

| APÓEL                          | 2–1 (h. u.)                 | RFS                             |
| ------------------------------ | --------------------------- | ------------------------------- |
| Sušić 75' Donis 90+5'          | (0–1, 2–1, 2–1) Jegyzőkönyv | Ikaunieks 40'                   |
| Büntetőpárbaj                  |                             |                                 |
| El-Arabi Sarfo Quintillà Dvali | 2–4                         | Ikaunieks Lipušček Prenga Panić |

| GSZP Stadion, Nicosia Nézőszám: 12 988 Játékvezető: Georgi Kabakov (bolgár) |

| 2024. augusztus 22. 20:00 |

| Makkabi Tel-Aviv                   | 3–0               | Topolya |
| ---------------------------------- | ----------------- | ------- |
| Turgeman 27' Peretz 63' Madmon 83' | (1–0) Jegyzőkönyv |         |

| Haladás Sportkomplexum, Szombathely, Magyarország Nézőszám: 270 Játékvezető: Sebastian Gishamer (osztrák) |

| 2024. augusztus 29. 21:00 |

| Topolya        | 1–5               | Makkabi Tel-Aviv                              |
| -------------- | ----------------- | --------------------------------------------- |
| Mboungou 90+2' | (0–3) Jegyzőkönyv | Addo 2' 6' Asante 12' Turgeman 56' Shahar 89' |

| TSC Aréna, Topolya Nézőszám: 2016 Játékvezető: João Pinheiro (portugál) |

| 2024. augusztus 22. 19:30 (20:30 EEST) |

| PAÓK                                                           | 4–0               | Shamrock Rovers |
| -------------------------------------------------------------- | ----------------- | --------------- |
| Cleary 45+5' (öngól) Taison 47' Konstantelias 67' Rahman 90+5' | (1–0) Jegyzőkönyv |                 |

| Túmbasz Stadion, Szaloniki Nézőszám: 13 871 Játékvezető: Enea Jorgji (albán) |

| 2024. augusztus 29. 21:00 (20:00 IST) |

| Shamrock Rovers | 0–2               | PAÓK                     |
| --------------- | ----------------- | ------------------------ |
|                 | (0–0) Jegyzőkönyv | Ozdoyev 64' Despodov 75' |

| Tallaght Stadion, Dublin Nézőszám: 5079 Játékvezető: Donatas Rumšas (litván) |

| 2024. augusztus 22. 21:00 |

| Ferencváros | 0–0         | Borac Banja Luka |
| ----------- | ----------- | ---------------- |
|             | Jegyzőkönyv |                  |

| Groupama Aréna, Budapest Nézőszám: 13 167 Játékvezető: Nick Walsh (skót) |

| 2024. augusztus 29. 21:00 |

| Borac Banja Luka                    | 1–1 (h. u.)                 | Ferencváros                      |
| ----------------------------------- | --------------------------- | -------------------------------- |
| Meijers 104'                        | (0–0, 0–0, 1–0) Jegyzőkönyv | Varga B. 111' (11-esből)         |
| Büntetőpárbaj                       |                             |                                  |
| Herrera Kvržić Savić Čavić Grahovac | 2–3                         | Rommens Ben Romdán Abu Fani Kady |

| Banja Luka városi stadion, Banja Luka Nézőszám: 7833 Játékvezető: Erik Lambrechts (belga) |

| 2024. augusztus 22. 19:00 |

| Molde | 0–1               | Elfsborg  |
| ----- | ----------------- | --------- |
|       | (0–1) Jegyzőkönyv | Qasem 15' |

| Aker Stadion, Molde Nézőszám: 4115 Játékvezető: Kovács István (román) |

| 2024. augusztus 29. 19:00 |

| Elfsborg                      | 0–1 (h. u.)                 | Molde                    |
| ----------------------------- | --------------------------- | ------------------------ |
|                               | (0–0, 0–1, 0–1) Jegyzőkönyv | Berisha 62'              |
| Büntetőpárbaj                 |                             |                          |
| Baidoo Hedlund B. Zeneli Hult | 4–2                         | Kaasa Ihler Hestad Løvik |

| Borås Arena, Borås Nézőszám: 7619 Játékvezető: Harm Osmers (német) |

| 2024. augusztus 22. 21:30 (20:30 WEST) |

| Braga                    | 2–1               | Rapid Wien      |
| ------------------------ | ----------------- | --------------- |
| Carvalho 33' Zalazar 71' | (1–1) Jegyzőkönyv | Burgstaller 25' |

| Estádio Municipal de Braga, Braga Nézőszám: 15 868 Játékvezető: Mykola Balakin (ukrán) |

| 2024. augusztus 29. 21:00 |

| Rapid Wien                       | 2–2               | Braga                                   |
| -------------------------------- | ----------------- | --------------------------------------- |
| Arrey-Mbi 9' (öngól) Jansson 47' | (1–0) Jegyzőkönyv | El Ouazzani 68' (11-esből) R. Horta 70' |

| Allianz Stadion, Bécs Nézőszám: 21 400 Játékvezető: Anthony Taylor (angol) |

| 2024. augusztus 22. 19:00 |

| Viktoria Plzeň        | 1–0               | Heart of Midlothian |
| --------------------- | ----------------- | ------------------- |
| Oyegoke 90+6' (öngól) | (0–0) Jegyzőkönyv |                     |

| Doosan Arena, Plzeň Nézőszám: 10 506 Játékvezető: Sven Jablonski (német) |

| 2024. augusztus 29. 20:45 (19:45 BST) |

| Heart of Midlothian | 0–1               | Viktoria Plzeň |
| ------------------- | ----------------- | -------------- |
|                     | (0–0) Jegyzőkönyv | Červ 76'       |

| Tynecastle Park, Edinburgh Nézőszám: 18 164 Játékvezető: Matej Jug (szlovén) |